# Isaak Jakob Krimke
Isaak Jakob Krimke (geboren 24. Juni 1824 in Hamburg; gestorben 20. November 1886 in Hannover) war ein Rabbiner orthodoxer Schule und Autor.

## Leben
Krimke wirkte 1857 als dritter Stiftsrabbiner an der Michael Davidschen Stiftung in Hannover. Zeitgleich arbeitete er als Lehrer an der Meyer Michael Davidschen Stiftungsschule sowie als Dozent am jüdischen Lehrerseminar. Um 1869 hatte er die Aufgaben des ersten Stiftsrabbiners an der Michael Davidschen Stiftung inne.

## Familie und Grabsteine

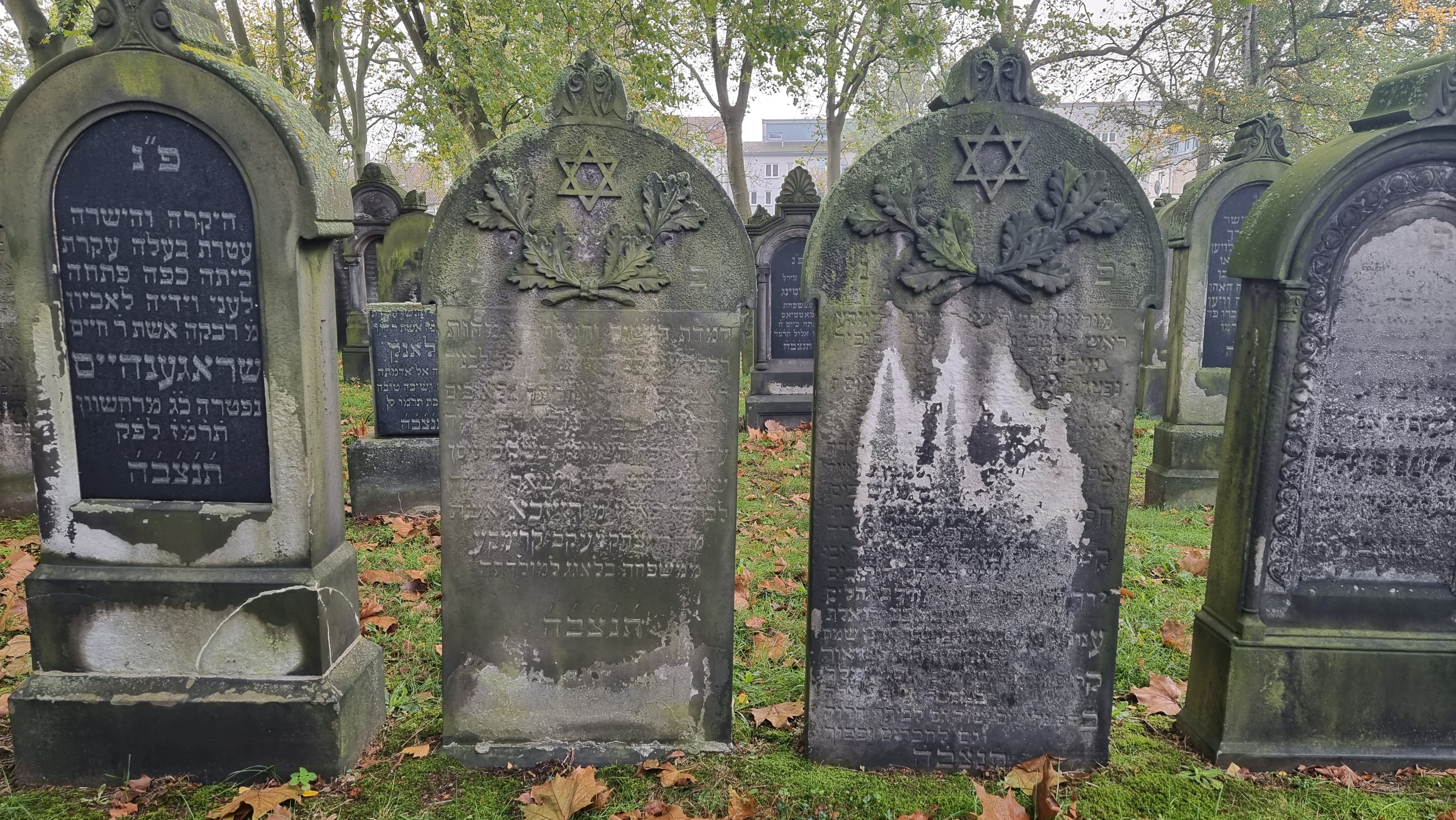
Die beiden gleichartigen Grabsteine des Ehepaares auf dem Jüdischen Friedhof An der Strangriede in Hannover

Krimke heiratete Rosa Blogg (gestorben am 27. April 1889), Tochter des hebräischen Gelehrten Salomon Ephraim Blogg. Die nebeneinander stehenden Grabsteine des Ehepaares sind auf dem Jüdischen Friedhof An der Strangriede erhalt. Sie sind mit dem Magen Davids und Eichenlaub geschmückt. Der Grabstein des Stiftsrabbiners weist zudem als hebräische Inschrift das Akrostichon Yiṣḥāq Ya‘aqov auf.

## Schriften (Auswahl)
- Aus Hannover. In: Jeschurun. Ein Monatsblatt zur Förderung jüdischen Geistes und jüdischen Lebens in Haus, Gemeinde und Schule. Jahrgang 3, Heft 12 vom September 1857, Baist, Frankfurt, M., S. 646–650 (Digitalisat).
- Hebräische Lesefibel, nach der Hannover’schen Methode bearbeitet. Hannover 1859.
- Israelitisches Andachtsbuch bei Krankheitsfällen, in einem Sterbehause und beim Besuche der Gräber von Verwandten : worin zugleich alle Gebräuche (minhagim), Observanzen (dinim) und Gebete (tefilot) nebst dem hebräischen Text in's Deutsche übertragen sind / Herausgegeben von weil. S. E. Blogg. Sefer ha-ḥayim : ṭoʿemiya ḥayim zeku. Text in Text hebräisch und deutsch, sechste verbesserte Auflage durchgesehen von J. J. Krimke, Stiftsrabbiner, darin: Erinnerungsblatt zum Andenken geliebter Verstorbenen, Hannover: Druck und Verlag von Arnold Weichelt; Frankfurt am Main: J. Kauffmann, Buchhandlung, 1884
- Über die beiden Monate Adar (hebräisch). In: Blätter aus der Michael-David’schen Stiftung in Hannover. Buchhandlung von Carl Brandes, Hannover 1870 (Digitalisat).
- חנוך לנער על פי דרכי הקריאה הנכונה גם כי יזקין לא יסור ממנה. Verlag von Moritz Berliner, Hannover 1899.
- Simon Kayserling (Bearb.): Ḥinnukh la-naʿar ʿal pi darke ha-ḳeriyah ha-nekhonah gam ki yazḳin lo yisur mimenah / Hebräische Lesefibel / von J. J. Krimke. Neu bearbeitet von Dr. S. Kayserling. Durchgesehene und verbesserte Auflage, Moritz Berliner, Hannover 1910.

## Archivalien
Archivalien von und über finden sich beispielsweise
- in den Central Archives for the History of the Jewish People (CAHJP) in Jerusalem, Archivsignatur D/Ba17a/37; darin: „Rabbinatskandidat Lasar Latzar bringt eine Empfehlung von ‚J. J. Krimke, Klausrabbiner‘, aus Hannover, 21. Juni 1863.“